# Польсько-турецька війна (1485–1503)

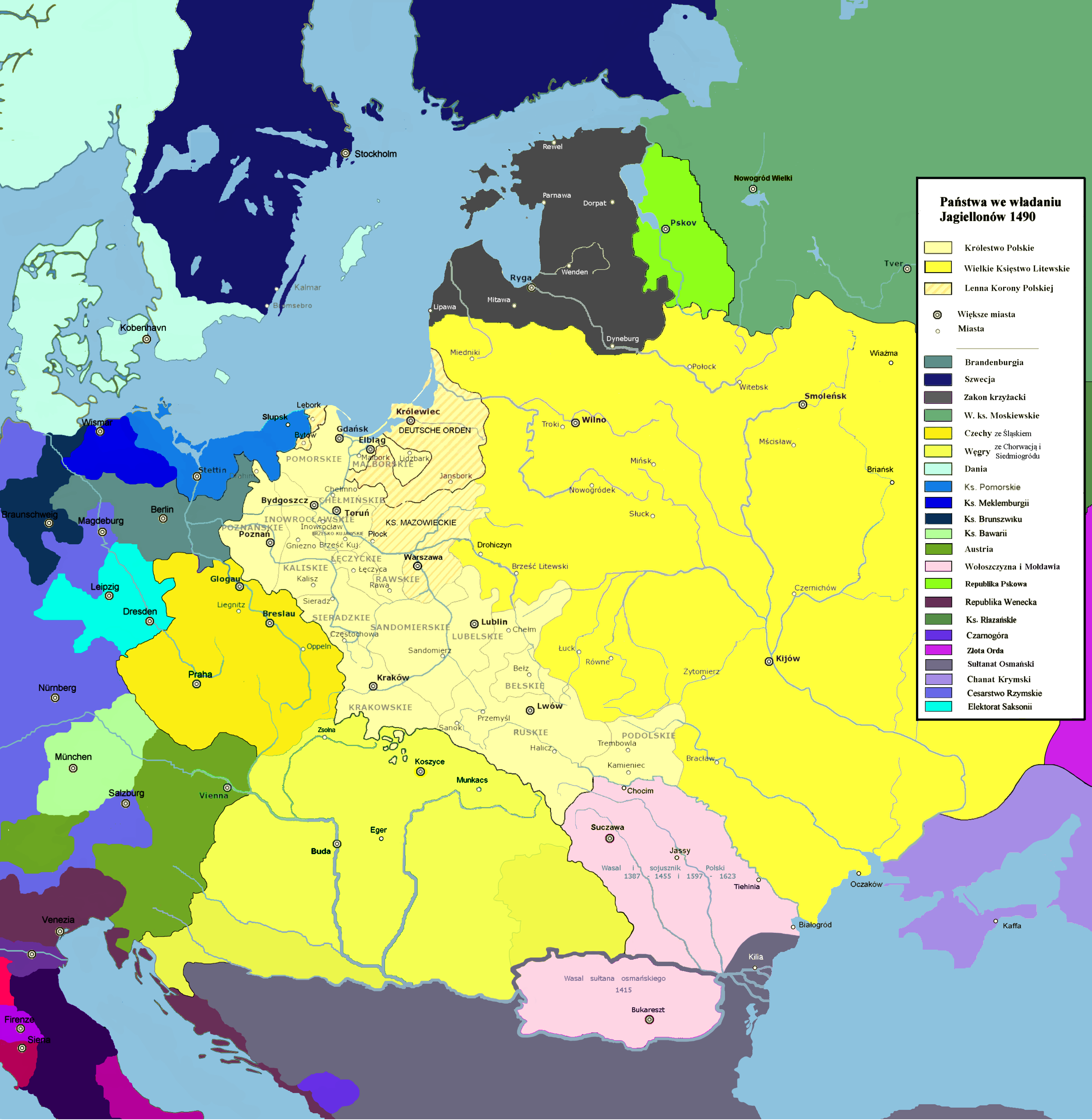
Країни під владою династії Ягеллонів у 1490 р

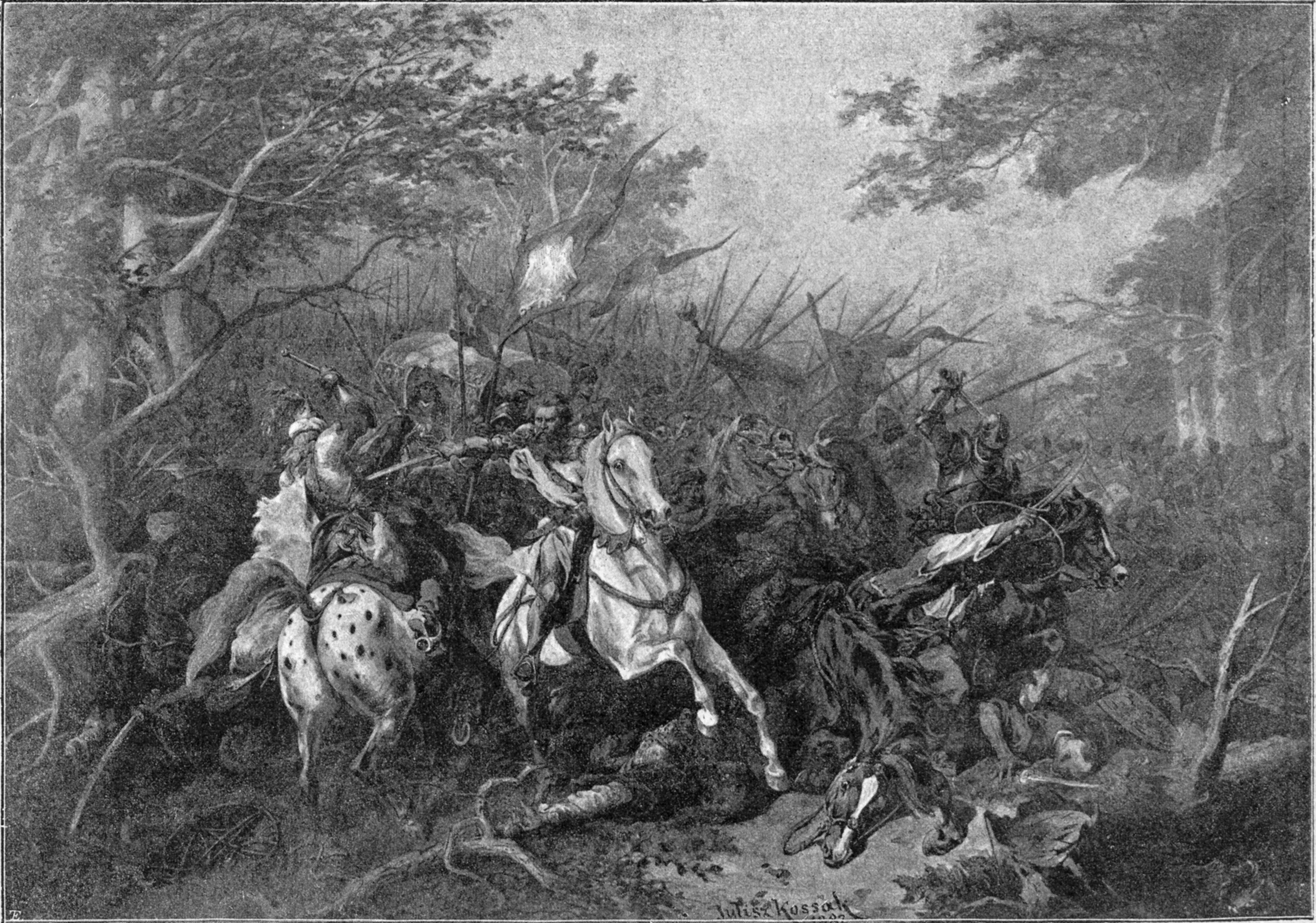
Ян Фредро рятує короля Яна Ольбрахта на Буковині, робота Юліуша Коссака

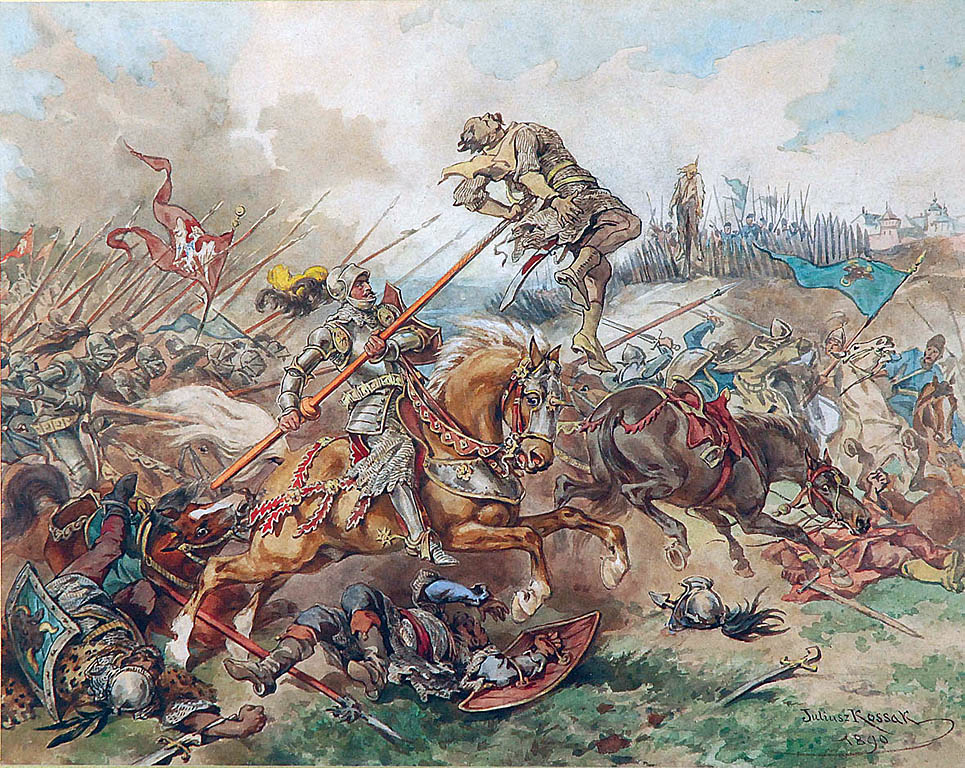
Херувим Гнєвош у битві під Сучавою 1497 року, акварель Юліуша Коссака

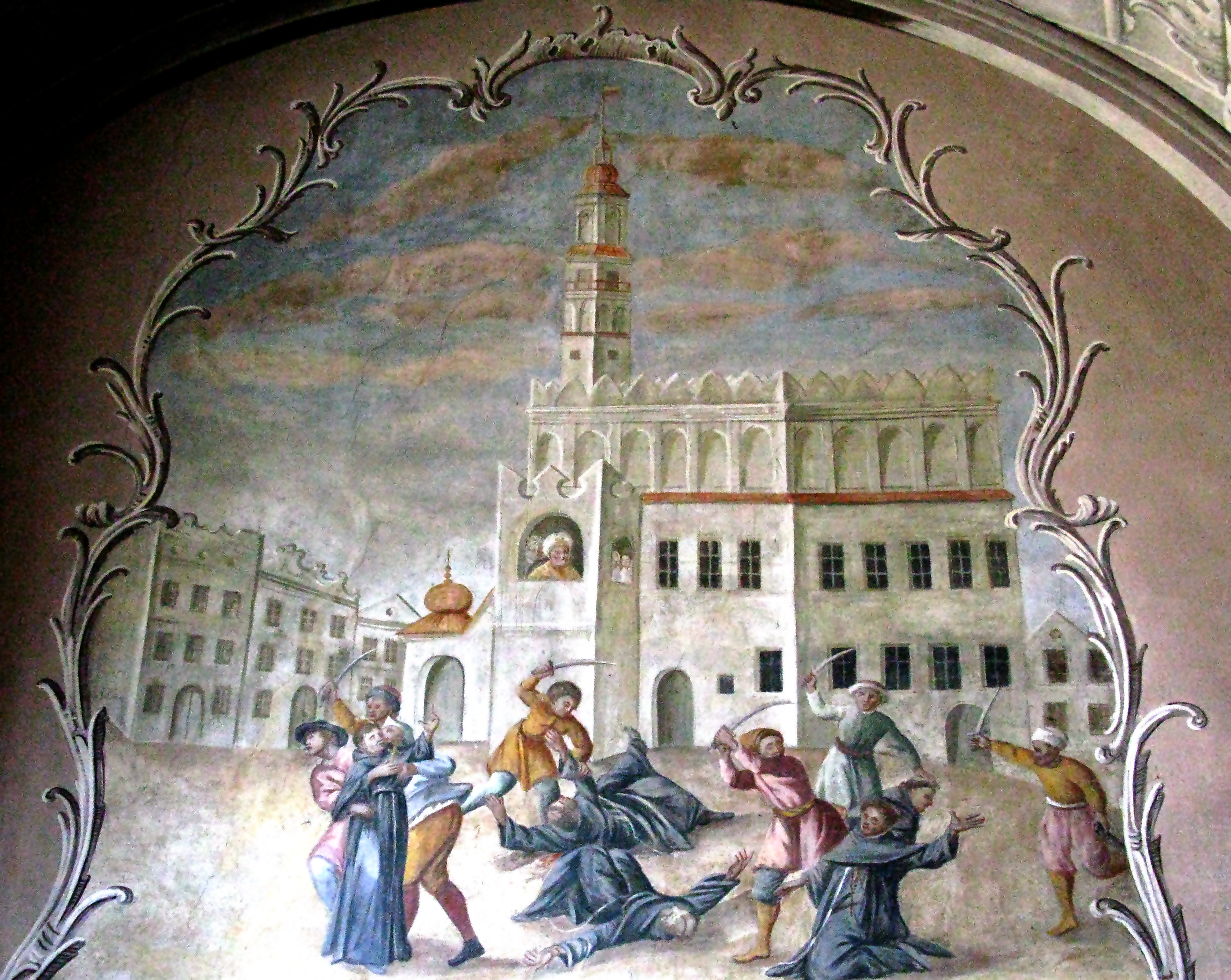
Напад Стефана III на Перемишль у 1498 році

Польсько-турецька війна 1485—1503 рр. — конфлікт між Польським королівством, підтримуваним Великим князівством Литовським, Мазовецьким князівством і Тевтонським орденом, і Османською імперією, підтримуваною Кримським ханством, Молдавським князівством і Волощиною. Формально він тривав півтора десятка років, але переривався кількома роками перемир'я і періодами, вільними від прямих бойових дій. Його кульмінацією став похід короля Яна I Ольбрахта на Молдову (1497 р.), який завершився поразкою польського війська.
Молдавське господарство, яке формально залишалося ленником Корони Королівства Польського, у XV столітті було зоною зіткнення впливів Османської імперії, Угорщини, Кримського ханства та інтриг Великого князівства Московського. Після завоювання Константинополя в 1453 році Османська Порта почала розширюватися до нижнього Дунаю, загрожуючи таким чином польським володінням.

## Вибух
1484 року турки зайняли молдавські чорноморські порти Кілію та Білогруд, ключ і ворота до всіх польських, руських і татарських земель, тим самим перерізавши основу польської східної торгівлі через Львів. Це змусило молдавського господаря Стефана III подати омаж Казимиру IV Ягеллону в Коломиї 15 вересня 1485 р.. Серед іншого, король пообіцяв допомогти відновити Стефана на молдавському престолі. Однак досить численний польське посполите рушення, що зібрався, повернулося разом з королем назад у країну. Стефан заручився підтримкою кількатисячного польського війська під проводом Яна Карнковського, за допомогою якого у листопаді 1485 р. розбив турків. Експедиція князя Яна Ольбрахта, підготовлена проти турків у 1487 р., була змушена розвернутися проти волзьких татар, яких Османська імперія зіштовхнула з Польщею. 8 вересня 1487 року в битві під Копистринем на Поділлі Ольбрахт їх розбив. 25 січня 1491 року Миколай з Ходча та Семен Гольшанський знову їх розбили у битві під Заславом.
23 березня 1489 року з султаном Баязидом II було укладено дворічне перемир'я, яке забезпечило вільну торгівлю в Туреччині для підданих короля.

## Буковинська експедиція— конфлікт з Молдавським господарством
У 1494 році король Ян І Ольбрахт розпочав військові приготування (в подальшому з'ясувалося, що вони були спрямовані проти Молдавського князівства, а не проти османів), незважаючи на трирічне перемир'я, укладене з османами 6 квітня того ж року. Стефан ІІІ пообіцяв надати збройну допомогу, як тільки польська армія наблизиться до окупованих чорноморських портів, які до того були надані королівству майже без обмежень. 1497 року експедиція нарешті вирушила. Її ядром була польська армія, посилена загоном з 400 тевтонських лицарів під командуванням великого магістра Йоганна фон Тіффена та 600-тисячним мазовецьким загоном. Більшість польських сил складали звичайні війська, але Ольбрахт також зібрав чималу армію підкріплення, близько 200 гармат, у тому числі дві величезні гармати для підриву. Ці сили оцінювалися приблизно в 40 000 осіб.
Загальне повстання було скликано на 21 травня 1497 р., а 25 липня було проведено генеральний огляд військ на Поділлі, яке другого тижня серпня було перекинуто за Дністер. Після вступу польських військ до Молдавського господарства Стефан III відмовився від своїх союзницьких зобов'язань і перейшов на бік Османської імперії. 24 вересня 1497 року війська Ольберта почали безуспішну облогу Сучави. Перемир'я було укладено через короля Угорщини Владислава II Ягеллончика, який, визнавши Стефана своїм васалом, звинуватив Ольбрахта в бажанні посадити князя Сигізмунда на молдавський престол. 19 жовтня війська польського короля почали відступ. 26 жовтня відступаючі війська були атаковані під Козміном, у лісах Буковини, яка тоді належала до Молдавського князівства, безпосередньо біля тодішнього кордону з Королівством Польським.
На допомогу польській армії прийшло литовське військо, що складалося з надвірних жовнірів Олександра Ягеллончика під командуванням господарського маршалка Станіслава Кишки.
Союз із державою-данником Польщі, Молдавським князівством (див.: Історія Молдови), який діяв більше століття, був тоді розірваний.

## Відплатні експедиції
Невдала авантюра призвела до відплатної експедиції у 1498 р. проти Польсько-Литовської держави турецького війська паші Силістрії Балі-бея за підтримки молдавських військ. Османські війська перетнули Дністер, спустошили Червону Русь, натовпом досягли Сянока та Переворська, взявши приблизно 100 тисяч ясиру. Влітку татари напали на Поділля і Волинь, безкарно набравши здобичі. Восени до Самбора дійшла друга турецька навала.

## Перемир'я
13 липня 1498 р. у Кракові Ольбрахт уклав договір з Угорщиною, в якому сторони гарантували, що вони будуть вести війну і укладати мир з османами лише за взаємною згодою. 15 квітня 1499 року Стефан III прийняв його положення. 9 жовтня 1503 року король Олександр Ягеллончик уклав із султаном Баязидом II п'ятирічне перемир'я.

## Уточнення
1. ↑  Сьогодні Козьмин разом з Північною Буковиною входить до складу України.